# Poissy Football Club
Maillots
Le Poissy Football Club, plus connu sous le nom de Poissy FC, est un club de football français situé à Poissy en région parisienne et fondé en 2023.  
Il succède à l'Amicale Sportive de Poissy, club fondé en 1904. Le 4 août 2023, le tribunal judiciaire de Versailles prononce la liquidation judiciaire de l'AS Poissy. Le Poissy FC est donc créé et reprend les droits sportifs de l'ancienne structure.

## Histoire

### Genèse (1904-1983)
Le club est fondé en 1904. Il est lié, dès avant la Grande Guerre au patronage de Ford. Sous la conduite de l'ancien international Maurice Banide, le club pisciacais dispute les 32es de finale de la Coupe de France en 1951, 1953 et 1954. 
En 1968, le club de l'AS Simca est absorbé par l'Amicale Sportive de Poissy.

### L'ère Roger Quenolle: l'ascendance (1969-1986)
L'ancien professionnel de Rennes, Henri Goués, fait monter l'équipe en Division d'Honneur et fait débuter le junior Gérard Soler en équipe première. Après une solide carrière de joueur, avec notamment un passage au RC Paris, où il devient international, Roger Quenolle devient entraîneur joueur du Stade Saint-Germain qu'il fait monter en D2. À Poissy, il s'impose entre 1969 et 1983 comme l'homme de base du club.
Sous sa conduite, l'ASP passe de la DH à la Ligue 2 en neuf saisons. En Coupe de France, le club brille également en jouant les 8es de finale en 1972. Dans un Stade Léo-Lagrange plein, qui compte 5 945 spectateurs (record d'affluence du club), le parcours de l'ASP s'arrête sèchement sur une défaite 8-1 encaissé face à l'AS Nancy-Lorraine.
L'ASP dispute ensuite les seizièmes de finale de la Coupe de France en 1981 face au Havre AC après avoir éliminé le Toulouse FC à Versailles. En aller-retour face au HAC, Poissy concède un match nul sans but à l'aller à domicile, puis s'incline 1-0 au Havre à la 90e minute.

### Stagnation dans les championnats nationaux (1986-2023)
Trop juste pour suivre la cadence en Ligue 2, les pisciacais n'y passent qu'une seule saison (1977-1978). Ils se maintiennent ensuite en Division 3 jusqu'en 1986 avant de glisser vers l'étage inférieur : la Division 4. Depuis cette descente, le club n'a atteint qu'à une seule reprise la troisième division : en 1992-1993. Les yvelinois alternent alors les saisons entre les quatrième et cinquième divisions.
En 1996, c'est encore la Coupe de France qui s'avère être cruelle. En 16e de finale, Poissy s'incline aux tirs au but face aux professionnels du RC Strasbourg. En 2004, en 32e de finale de Coupe de France, l'équipe, dirigée par Patrice Ferri, s'incline aux tirs au but contre le FC Croix-de-Savoie 74. En 2010-2011, l'AS Poissy participe à nouveau aux 32es de finale de la Coupe de France mais s'incline face au RC Strasbourg (2 buts à 1). Poissy joue aussi les 32es de finale de la Coupe de France de la saison 2013-2014 et s'incline face à l'USC Concarneau sur le score de 1-0.
En 2015, le maire de Poissy et ancien président du club Karl Olive fixe l'objectif au club yvelinois de monter en National en moins de 3 ans, soit en 2018. Le premier palier est franchi dès la fin de saison 2014-2015, avec la montée de l'AS Poissy en National 2. L'année suivante, Poissy pensait avoir réalisé cette ascension et reste une grande partie de la saison à la 1re place du championnat. Mais les dauphins de l'ASP, l'US Quevilly Rouen et l'IC Croix, dépassent les Pisciacais dans les dernières journées.
En 2019, le club annonce la signature de l'international français Clément Chantôme qui permettrait, avec les autres nouvelles recrues, de franchir le palier du National 2 et d'arriver à monter en National. Cependant, loin de jouer la montée, le club finit à la fin des classements et évite de justesse les relégations.

### Chute du club (2023-)
Criblé de dettes (285 000 €), le club voit fin mai 2023 son équipe première de National 2 exclue de toutes les compétitions nationales, par la Direction nationale du contrôle de gestion (DNCG), le gendarme financier du football français. La ville de Poissy, qui accuse le club d'avoir caché ce déficit financier durant des mois à la municipalité, lâche l'AS Poissy et décide de créer le nouveau Poissy FC pour que les jeunes soient accueillis en septembre dans une structure pérenne. En août 2023, le tribunal judiciaire de Versailles prononce la liquidation judiciaire de l’AS Poissy. Les droits de l'ASP sont transférés au nouveau Poissy FC.

## Palmarès et résultats

### Palmarès
| Compétitions nationales | Compétitions régionales |
| --- | --- |
| - Championnat de France D3 - Vainqueur de groupe : 1977 Coupes - Coupe de France - Meilleure performance : 8e de finale en 1972 | - Division d’Honneur Paris Île-de-France (2) - Champion : 1971 et 1982 rés. Coupes - Coupe de Paris (5) - Vainqueur : 1948, 1953, 1971, 1988 et 2007 |

## Personnalités du club

### Présidents
En juin 2004, Karl Olive succède à Fernand Bardou-Noguès alors président du club depuis 12 ans, puis, il quitte l'ASP en mars 2008 après la défaite aux élections municipales de J. Masdeu-Arus. Pierre Cellot le supplée. Après la démission de Pierre Cellot en juin 2009, Fernand Bardou-Noguès assure l'intérim ,. En février 2010, Michel Goldstein remplace Fernand Bardou-Noguès, malgré les rumeurs de retour de Karl Olive et de la venue de l'ancien président de l'ES Troyes AC, Thierry Gomez. En mai 2014, Bruno Seuillet devient le nouveau président en compagnie de Gérard Soler qui signe son retour dans son club d'origine. Le 20 mai 2017 Bruno Seuillet dépose sa démission, il est remplacé le 15 juin par Olivier Szewezuck.

### Entraîneurs
Liste des entraîneurs :
- 1951-? :  Maurice Banide[10]
- 1969-1983 :  Roger Quenolle
- 1983-1986 :  Alain Laurier
- 1986-1987 :  Robert Buigues
- 1988 :  Pascal Gressani
- 1989-1991 :  Patrick Grapin
- 1990-1992 :  Camille Choquier
- 1992-1996 :  Thierry Bocquet
- 1996-1999 :  Patrice Ferri
- 1999-2002 :  Éric Dewilder
- 2002-2004 :  Patrice Ferri
- 2004-2006 :  Azzedine Meguellatti
- 2006-2012 :  Dominique Gomis
- 2012-2015 :  Thierry Bocquet
- 2015-2016 :  Nordine Kourichi
- 2016-2017 :  Kader Chehida
- 2017-2019 :  Laurent Hatton
- 2019-2020 :  Laurent Fournier
- 2020-2023 :  Walid Aïchour

### Anciens joueurs
- Gérard Soler (Attaquant)
- Pierre Issa (Défenseur)
- Marcel Pons(Attaquant)
- Mohamed Haddadou (Milieu de terrain)
- Samuel Piètre (Milieu de terrain)
- Fabien Raddas (Attaquant)
- Patrick Martet (Attaquant)
- M'Baye Niang (Attaquant)
- Rémy Dugimont (Attaquant)
- Patrick Martet (Attaquant)
- Yannick Mamilonne (Attaquant)
- Roger Géri (Défenseur)
- Clément Chantôme (Milieu de terrain)
- Duckens Nazon (Attaquant)
- Mory Diaw (Gardien)

## Identité du club

### Logos

Logo de 2013 à 2022.
Logo de 2022 à 2023.

### Couleurs
Les pisciacais jouent avec un maillot jaune, un short bleu, et des chaussettes bleues à domicile. Tandis qu'a l’extérieur ils jouent avec un ensemble blanc, ou en noir suivant les saisons. L'équipementier officiel du club depuis 2017 est Jako, qui succède à Macron (de 2012 à 2017) et à Nike (jusqu'en 2012).

## Structures du club

### Stade Léo-Lagrange

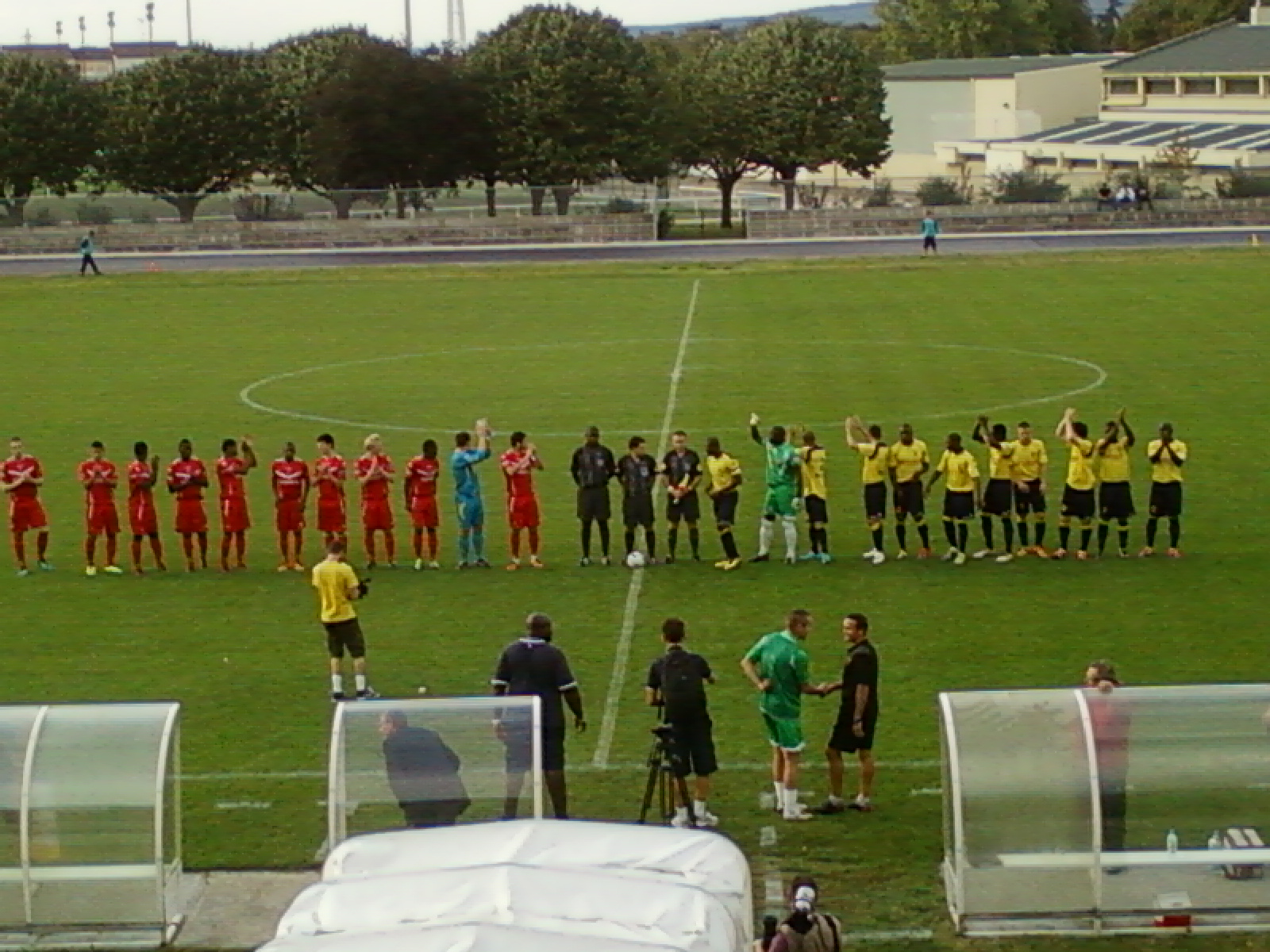
Présentation de l'équipe lors du match contre Valenciennes B du 10 septembre 2011 au Stade Léo-Lagrange.

Le stade Léo-Lagrange est le stade principal du Poissy FC. Il est situé à la sortie de Poissy et contient deux terrains de football, le terrain d'honneur Roger Quenolle (3 500 places) accueillant les matchs de l'équipe première des seniors, et le terrain synthétique Salif Gagigo accueillant les matchs et les entrainements du centre de formation.

### Finances
Outre les installations sportives de la ville, l'AS Poissy reçoit des subventions de la ville de Poissy, elles s’élevaient à : 500 000 euros en 2014, 300 000 euros en 2015, 330 000 euros en 2016 ainsi qu'en 2017, 320 000 euros en 2018, 328 000 euros en 2019, 315 000 euros en 2020.

### Formation
Le centre de formation de l'AS Poissy a reçu en 2015 le Label « Jeunes Excellence », parmi 192 clubs français, puis en 2016 le Label « Jeunes Élite » décerné par la Fédération française de football.
Les équipes jeunes et seniors fréquentent les plus hauts niveaux régionaux et nationaux depuis de nombreuses années. De nombreux joueurs professionnels ont été formés au sein du club yvelinois à l'instar de M'Baye Niang, Gérard Soler, Pierre Issa, Fabien Raddas ou encore Diallo Guidileye.